# Milton R. Krasner
Milton R. Krasner (New York, 17 febbraio 1904 – Woodland Hills, 16 luglio 1988) è stato un direttore della fotografia statunitense.
Nel 1955 vinse l'Oscar alla migliore fotografia per il film Tre soldi nella fontana.

## Filmografia

### Direttore della fotografia
- Il commediante (The Great Flirtation), regia di Ralph Murphy (1934)
- Mister Cinderella, regia di Edward Sedgwick (1936)
- Un povero milionario (These Goes the Groom) , regia di Joseph Santley (1937)
- Il ritorno dell'uomo invisibile (The Invisible Man Returns), regia di Joe May (1940)
- Le mille e una notte (Arabian Nights), regia di John Rawlins (1942)
- Gung Ho! ('Gung Ho!': The Story of Carlson's Makin Island Raiders), regia di Ray Enright (1943)
- La donna del ritratto (The Woman in the Window) regia di Fritz Lang (1944)
- La strada scarlatta (Scarlet Street), regia di Fritz Lang (1945)
- Il magnifico avventuriero (Along Came Jones), regia di Stuart Heisler (1945)
- Lo specchio scuro (The Dark Mirror), regia di Robert Siodmak (1946)
- Doppia vita (A Double Life), regia di George Cukor (1947)
- La moglie celebre (The Farmer's Daughter), regia di H.C. Potter (1947)
- Io e l'uovo (The Egg and I), regia di Chester Erskine (1947)
- Amaro destino (House of Strangers), regia di Joseph L. Mankiewicz (1949)
- Stasera ho vinto anch'io (The Set-Up), regia di Robert Wise (1949)
- Eva contro Eva (All About Eve), regia di Joseph L. Mankiewicz (1950)
- Uomo bianco, tu vivrai! (No Way Out), regia di Joseph L. Mankiewicz (1950)
- La conquistatrice (I Can Get It for You), regia di Michael Gordon (1951)
- La gente mormora (People Will Talk), regia di Joseph L. Mankiewicz (1951)
- Mariti su misura (The Model and the Marriage Broker), regia di George Cukor (1951)
- L'ultima minaccia (Deadline - U.S.A.), regia di Richard Brooks (1952)
- Il magnifico scherzo (Monkey Business), regia di Howard Hawks (1952)
- Hanno ucciso Vicki (Vicki), regia di Harry Horner (1953)
- Il prigioniero della miniera (Garden of Evil), regia di Henry Hathaway (1954)
- Désirée, regia di Henry Koster (1954)
- I gladiatori (Demetrius and the Gladiators), regia di Delmer Daves (1954)
- Tre soldi nella fontana (Three Coins in the Fountain), regia di Jean Negulesco (1954)
- Quando la moglie è in vacanza (The Seven Year Itch), regia di Billy Wilder (1955)
- L'altalena di velluto rosso (The Girl in the Red Velvet Swing) regia di Richard Fleischer (1955)
- Scandalo al collegio (How to Be Very, Very Popular), regia di Nunnally Johnson (1955)
- Le piogge di Ranchipur (The Rains of Ranchipur), regia di Jean Negulesco (1955)
- Un amore splendido (An Affair to Remember), regia di Leo McCarey (1957)
- Il diabolico dottor Mabuse (Die 1000 Augen des Dr. Mabuse), regia di Fritz Lang (1960)
- Susanna agenzia squillo (Bells Are Ringing), regia di Vincente Minnelli (1960)
- A casa dopo l'uragano (Home from the Hill), regia di Vincente Minnelli (1960)
- Il re dei re (King of Kings), regia di Nicholas Ray (1961)
- La conquista del West (How the West Was Won), regia di John Ford, Henry Hathaway, George Marshall e Richard Thorpe (1962)
- Due settimane in un'altra città (Two Weeks in Another Town), regia di Vincente Minnelli (1962)
- La dolce ala della giovinezza (Sweet Bird of Youth), regia di Richard Brooks (1962)
- Una fidanzata per papà (The Courtship of Eddie's Father), regia di Vincente Minnelli (1963)
- Le astuzie della vedova (A Ticklish Affair), regia di George Sidney (1963)
- Strano incontro (Love with the Proper Stranger), regia di Robert Mulligan (1963)
- In cerca d'amore (Looking for Love), regia di Don Weis (1964)
- Destino in agguato (Fate Is the Hunter), regia di Ralph Nelson (1964)
- Il massacro del giorno di San Valentino (The St. Valentine's Day Massacre), regia di Roger Corman (1967)
- Pookie, regia di Alan J. Pakula (1969)
- Colombo (Columbo) - serie TV, episodio 6x01 (1976)

### Operatore e varie
- Devotion, regia di Robert Milton (1931)